# 费纳陨击坑
费纳陨击坑(Fenagh)是火星刻布壬尼亚区的一座撞击坑，中心坐标位于北纬34.67度、西经215.77度处，直径6.2公里，其名称取自爱尔兰利特里姆郡费纳镇，1991年被国际天文联合会正式批准接受。

## 图集

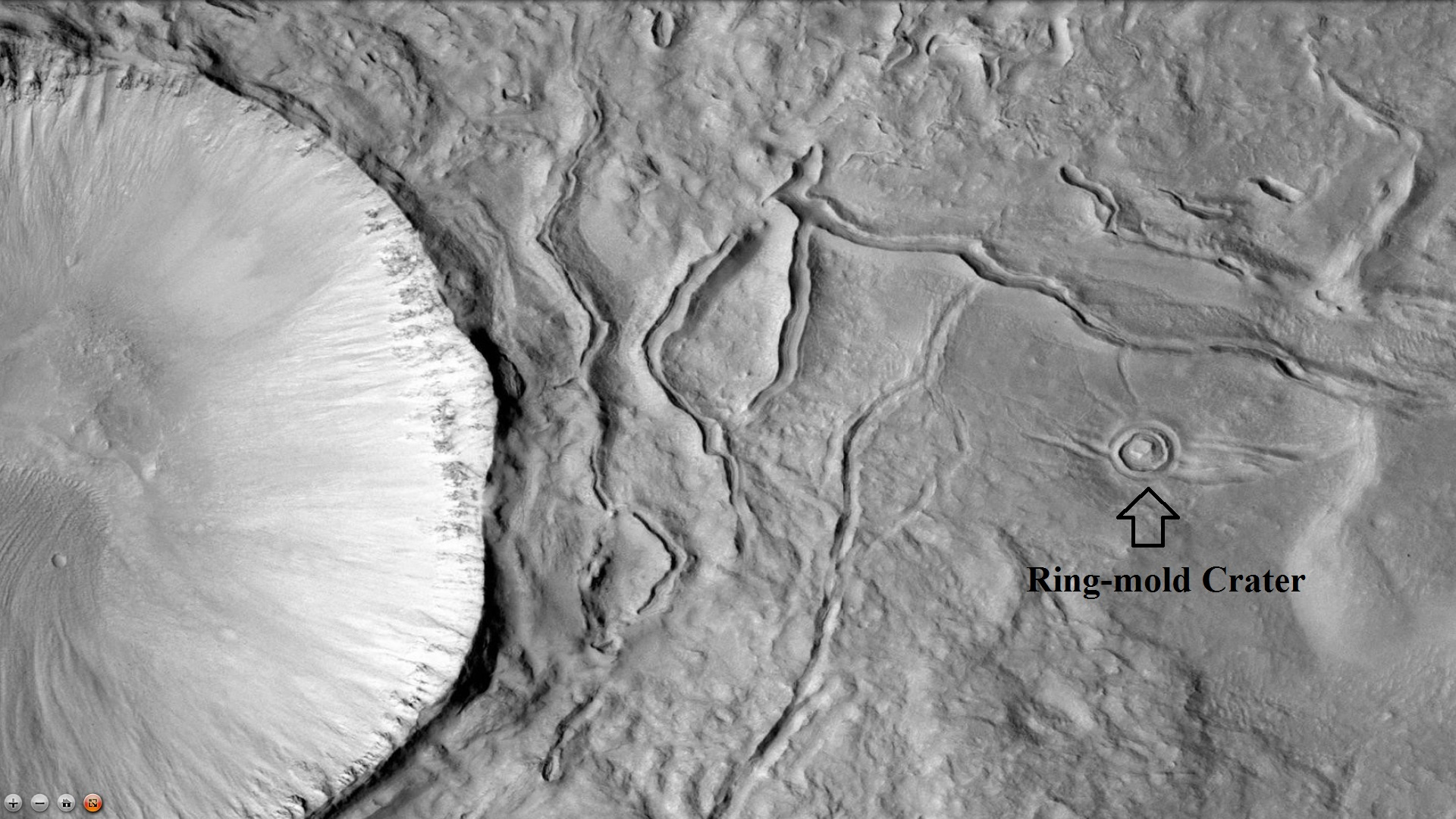
火星勘测轨道飞行器背景相机拍摄的费纳陨击坑，喷出物显示为环形模具陨石坑，注：这是前一幅图像的放大版。